# Stenetrium armatum
Stenetrium armatum är en kräftdjursart som beskrevs av William Aitcheson Haswell 1881. Stenetrium armatum ingår i släktet Stenetrium och familjen Stenetriidae. Inga underarter finns listade i Catalogue of Life.